# スプリングバレー (ネバダ州)
スプリングバレー（英: Spring Valley）は、アメリカ合衆国ネバダ州クラーク郡のラスベガス都市圏に位置する国勢調査指定地域（CDP）である。ラスベガス・ストリップの西2マイル (3 km) に位置している。2010年の国勢調査での人口は178,395人である。

## 概要
1970年代半ば、パーディ・ホームズがスターダスト国際レース場が占有していた土地を購入した後、ラスベガスの南西でスプリングバレーと呼ぶマスタープランに基づく住宅街の開発を始めた。1981年までに、そこの住民が集まってクラーク郡管理委員会に未編入の町を創設するよう請願し、その年の5月に町が成立した。この町は当初僅か1平方マイル (2.59 km²) しかなかったが、現在ではラスベガス・バレーの南西4分の1ほどを占めるようになっている。
スプリングバレーの支配的な境界線は北のサハラ・アベニュー、東のディケーター・ブールバード、南のウォームスプリングス道路、および西のフアラパイ・ウェイである。
町の大半は住宅街であり、ラスベガス郊外とストリップを繋ぐ大通りには商店街がある。スプリングバレーの北部には田園的なゾーンがあり、1区画1/64平方マイル (40,000 m²) の大きな土地がある。南部は急速に開発されているが、15年前にはとろぴカーナ・アベニューのほんの少し南側がスプリングバレーの中で開発されていた。
ディザートブリーズ公園という大きな公園が町の北中部にある。
町を統治するのはクラーク郡管理委員会であり、南ネバダ出身の7人の委員で構成されている。ただし、2006年時点でスプリングバレーの出身者はいない。5人の委員による町諮問委員会が管理委員会に町の区分けや事業に関して諮問を行っているが、管理委員会はそれらの提案に対して応えたり維持したりする義務は無い。
スプリングバレーにはプロテニス選手のアンドレ・アガシやシュテフィ・グラフが住んでいる。またNBAのサクラメント・キングスのオーナーであるジョージ・マルーフとガビン・マルーフも住んでいる。ブルネイの国王が以前ここに住居を持っていた。またコメディアンのキャロット・トップがラスベガスの家を所有している。ブロガーでリアリティ・テレビのパーソナリティであるJ・ソン・ダイナントがスプリングバレーに住んでいる。NASCARのドライバー、カート・ブッシュとカイル・ブッシュはスプリングバレーにあるデュランゴ高校に通った。また女優のセリナ・ビンセントとBMXの著名人T・J・ラビンも同様である。

## 地理
スプリングバレーは座標: 北緯36度6分45秒 西経115度15分1秒 / 北緯36.11250度 西経115.25028度に位置する。アメリカ合衆国国勢調査局に拠れば、市域全面積は33.4平方マイル (86.4 km2)であり、すべて陸地である。

## 人口動態
以下は2000年の国勢調査による人口統計データである。
| 基礎データ - 人口: 117,390人 - 世帯数: 47,964世帯 - 家族数: 29,929家族 - 人口密度: 1,358.8人/km2（3,519.4人/mi2） - 住居数: 52,870軒 - 住居密度: 612軒/km2（1,585/mi2） 人種別人口構成 - 白人: 72.60% - アフリカン・アメリカン: 5.29% - ネイティブ・アメリカン: 0.60% - アジア人: 11.21% - 太平洋諸島系: 0.48% - その他の人種: 5.14% - 混血: 4.67% - ヒスパニック・ラテン系: 13.77% | 年齢別人口構成 - 18歳未満: 21.2% - 18-24歳: 9.4% - 25-44歳: 33.7% - 45-64歳: 25.0% - 65歳以上: 10.7% - 年齢の中央値: 36歳 - 性比（女性100人あたり男性の人口） - 総人口: 99.6 - 18歳以上: 98.4 世帯と家族（対世帯数） - 18歳未満の子供がいる: 27.0% - 結婚・同居している夫婦: 46.7% - 未婚・離婚・死別女性が世帯主: 10.5% - 非家族世帯: 37.6% - 単身世帯: 25.9% - 65歳以上の老人1人暮らし: 5.9% - 平均構成人数 - 世帯: 2.44人 - 家族: 2.98人 |

### 収入
収入と家計
- 収入の中央値
  - 世帯: 48,563米ドル
  - 家族: 55,021米ドル
  - 性別
    - 男性: 37,068米ドル
    - 女性: 28,288米ドル
- 人口1人あたり収入: 26,321米ドル
- 貧困線以下
  - 対人口: 6.7%
  - 対家族数: 4.8%
  - 18歳未満: 6.9%
  - 65歳以上: 7.7%